# Фейтейра, Луиш
Луиш Мануэл Жезус Фейтейра (англ. Luís Manuel Jesus Feiteira, род. 21 апреля 1973 года) — португальский легкоатлет, который специализируется в марафоне. 
В начале спортивной карьеры выступал в беге на 1500 метров, на которой выступал на Олимпиаде 1996 года, где выбыл после первого круга. Чемпион Португалии в беге на 1500 метров в 1996, 1998, 2000 и 2002 годах. Также выиграл национальный чемпионат 2001 года в беге на 800 метров. Выступал на чемпионатах мира 1997 и 1999 годов, но никогда не выходил в финал. Занял 8-е место на чемпионате Европы по кроссу 2006 года.
В 2003 году впервые пробежал полумарафон, а в 2006 году выступил в марафоне. В 2009 году занял 5-е место на Пражском марафоне с личным рекордом 2:11.57. На Олимпийских играх 2012 года в возрасте 39 лет бежал марафон, на котором занял 48-е место.